# Lubuk Aman
Lubuk Aman is een bestuurslaag in het regentschap Lubuklinggau van de provincie Zuid-Sumatra, Indonesië. Lubuk Aman telt 2083 inwoners (volkstelling 2010).